# DiscO-Zone
DiscO-Zone es el tercer álbum producido por la banda moldava O-Zone. Este álbum contiene las siguientes canciones:

## Versión EUA
1. "Fiesta de la noche" – 4:02
2. "De ce plâng chitarele" (Porque lloran las guitarras?)– 4:10
3. "Dragostea din tei" (Amor bajo el tilo) – 3:33
4. "Printre Nori" (Por las nubes)– 3:43
5. "Oriunde ai fi" (Donde quiera que estés)– 4:27
6. "Numai tu" (Solo tu)– 4:01
7. "Dar, unde eşti" )Pero, donde estas)– 4:02
8. "Despre Tine" (Sobre ti)– 3:47
9. "Sărbătoarea nopţilor De Vară" (La fiesta de las noches de verano)– 3:51
10. "Nu Mă Las De Limba Noastră..." (No dejo nuestra lengua)– 3:50
11. "Crede-mă" (Creeme)– 4:46
12. "Ma Ya Hi" (Valentin Remix Radio Edit) – 3:34

## Versión rusa
1. "Fiesta de la noche"
2. "De ce Plâng chitarele"
3. "Dragostea din tei"
4. "Printe nori"
5. "Oriunde ai fi"
6. "Numai tu"
7. "Dar, unde eşti"
8. "Despre tine"
9. "Sărbătoarea nopţilor de vară"
10. "Nu mă las de limba noastră..."
11. "Crede-mă"
12. "Dragostea din tei (DJ Ross Extended Remix)"

## Versión rumana
1. "Fiesta de la noche" – 4:02
2. "Oriunde ai fi" – 4:26
3. "De ce plâng chitarele" – 4:10
4. "Crede-mă" – 4:44
5. "Dragostea din tei" – 3:33
6. "Printre nori" – 3:43
7. "Despre tine" (Unu' In The Mix) – 7:37
8. "Dragostea din tei" (Unu' In The Dub Mix) – 3:39
9. "De ce plâng chitarele" (Radio Version) – 4:10

- Datos: Q1934600